# Galeria Prestes Maia
A Galeria Prestes Maia é um espaço artístico e cultural da cidade de São Paulo, que também tem uma ligação subterrânea entre a Praça do Patriarca e o Vale do Anhangabaú, com saída abaixo do Viaduto do Chá. Foi na passagem da galeria que foram inauguradas as primeiras escadas rolantes públicas da cidade, em 1955.

## Histórico
A galeria é formada por três andares: subsolo, que dá acesso ao Vale do Anhangabaú sob o Viaduto do Chá, térreo e mezanino, onde fica a Sala Almeida Júnior. Inaugurada em 1940 pelo então prefeito Francisco Prestes Maia, ela tem um espaço de seis mil metros quadrados batizado de Salão Almeida Júnior, onde, logo na inauguração, deu-se o Salão Paulista de Belas Artes, com a presença de artistas como Anita Malfatti. Durante a inauguração, o então presidente Getúlio Vargas preparava-se para fazer um longo discurso, mas o locutor do evento apresentou-o com a frase "Atenção, brasileiros, para as breves palavras de sua excelência, o presidente Getúlio Vargas", e Vargas limitou-se a dizer: "Tenho a honra de declarar inaugurada esta galeria."

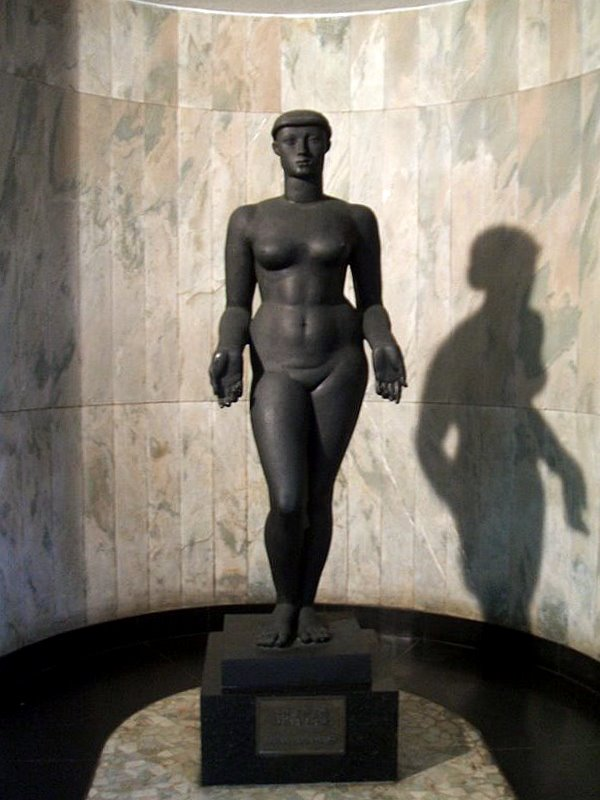
"Graça", de Victor Brecheret.

Depois de um processo de degradação na década de 1970, o local passou a abrigar postos administrativos de órgãos públicos, como a Cohab, que ficou até outubro de 2000, e o Centro de Orientação e Aconselhamento (COA), voltado para doentes de Aids, que funcionou na galeria entre 1989 e 1995 e era "ponto de referência para médicos e doentes de Aids em todo o país", segundo o jornal Folha de S.Paulo. Esses postos só começaram a ser desativados a partir de 1995, quando se divulgou reformas e adaptações que incluíam uma praça de alimentação e um pequeno auditório para palestras, que nunca saíram do papel, além da remoção do trânsito pesado na Praça do Patriarca, próximo à entrada da galeria, com um orçamento total de cinco milhões de dólares. "Vamos fazer um prédio de Primeiro Mundo ali", disse em maio de 1995 Júlio Neves, então diretor-presidente do Masp. Esse projeto culminaria, no ano seguinte, com a cessão da galeria ao Masp por meio de decreto do então prefeito Paulo Maluf. "A galeria foi criada para ser um espaço de arte, mas tomou outros rumos. Vamos recuperar o projeto inicial", disse em março de 1995 Sanderley Fiusa, presidente da comissão criada pela prefeitura para a revitalização do Centro. Também havia sido cogitada a transformação da galeria em um shopping center 24 horas. "Vamos fazer um prédio de Primeiro Mundo ali", disse em maio de 1995 Júlio Neves, então diretor-presidente do Masp, que ainda revelou ser o interesse pela galeria anterior à sua gestão. Não estava prevista a exposição de nenhuma das trezentas obras do acervo permanente do Masp, mas partes das outras 4 700 obras que o museu tinha e, especialmente, exposições temporárias de que a matriz não dava conta. Ainda em 1995, falou-se de um projeto mais extenso, que transformaria o Vale do Anhangabaú em um centro cultural, o que basicamente transformaria o trecho da Galeria Prestes Maia ao Teatro Municipal em um único espaço cultural.
O convênio com o Masp, entretanto, só iniciou-se de fato em 28 de novembro de 2000, com a mostra "São Paulo, de Villa a Metrópole", embora poucos meses antes o Masp ainda considerasse que o negócio "não se concretizou". O chamado Masp-Centro foi aberto "a toque de caixa", com uma "pequena reforma" de trezentos mil reais, porque, de acordo com Neves o então prefeito Celso Pitta fazia questão de inaugurá-lo — sua gestão terminaria menos de dois meses depois. A filial não chegou a ter um acervo permanente, embora tenha abrigado diversas exposições e eventos de empresas como Casa de Criadores e São Paulo Fashion Week. A concessão encerrou-se em dezembro de 2008, quando o então prefeito Gilberto Kassab assinou a revogação do decreto original, embora após uma guerra de liminares a retomada de posse só tenha se dado no início de novembro do ano seguinte. Na época o espaço estava desocupado, porque, de acordo com a direção do Masp, infiltrações impediam "qualquer atividade". Segundo a Folha publicou em junho de 2009, as obras teriam sido paradas em 2004, mas a comunicação à prefeitura sobre as infiltrações só foi feita três anos depois. O Masp tinha investido "superiores a três milhões de reais" em elevadores, ar-condicionado, reformas dos banheiros e melhorias no piso e nos sistemas hidráulico e elétrico, mas reclamou da falta de uma contrapartida da prefeitura, o que era rebatido pela Secretaria Municipal de Cultura, que dizia que, a partir da concessão, a manutenção seria de responsabilidade do Masp. A prefeitura alegou ainda que o espaço era usado indevidamente como depósito e que a galeria estivera fechada nos anos anteriores. O Masp ainda reclamou que a revogação do decreto teria sido feita "de surpresa".
Em 2002 a entrada superior da galeria foi coberta por uma marquise do arquiteto Paulo Mendes da Rocha, onde antes havia um terminal de ônibus. A marquise causou polêmica, por supostamente afetar a visibilidade da Igreja de Santo Antônio, na Praça do Patriarca. O professor de Arquitetura e Urbanismo da Faculdade de Arquitetura e Urbanismo da Universidade de São Paulo Carlos Lemos escreveu artigo na Folha três anos depois, em que fustigou a cobertura por ter sido colocada no lugar do abrigo em estilo art-deco do arquiteto Elisário Bahiana, que fazia parte do projeto do Viaduto do Chá e era tombado desde 1992. "Que revitalização trouxe o belo e inoportuno projeto para o local?", perguntava, no artigo, respondendo em seguida: "Nenhuma, a não ser provocar reclamações." Durante as obras de construção da marquise, o Masp-Centro ficou fechado.
O projeto mais recente, divulgado em 2011, é que a galeria se torne um anexo do Edifício Matarazzo, sede da prefeitura, passando a fazer parte de um completo que também deverá incluir o prédio do antigo Hotel Othon, na Rua Líbero Badaró, ao lado da entrada superior da Galeria Prestes Maia. Até o início do ano anterior ainda não havia definição de qual seria o destino da galeria. Com a mudança, foi prevista uma reforma em que as várias salas de exposição darão lugar a apenas uma, com dois mil metros quadrados, e a auditórios para eventos da prefeitura e treinamento de servidores públicos. O acesso a esse espaço será controlado por meio de catracas, já que a galeria continuará aberta ao público para passagem entre a Praça do Patriarca e o Vale do Anhangabaú.

## Características
A galeria tem seis mil metros quadrados de área.

## Cultura
Um presépio napolitano de 1720, doado por Ciccillo Matarazzo, que hoje faz parte do acervo do Museu de Arte Sacra de São Paulo, foi montado pela primeira vez em São Paulo na galeria, passando mais tarde a ser montado na marquise do Parque Ibirapuera. O local ainda abriga "Graça I" e "Graça II" (esculturas de Victor Brecheret) e uma réplica em bronze da escultura Moisés, de Michelangelo, feita pelo Liceu de Artes e Ofícios. Durante a Virada Cultural de 2010 a galeria foi usada como palco de sessões de "suspensão corporal", em que pessoas eram içadas por ganchos enfiados diretamente nas costas. Houve fila para participar do evento.